# Gary Alazraki
Gary Alazraki (Ciudad de México, 1983), conocido como Gaz, es un cineasta mexicano, reconocido principalmente por su película Nosotros, los Nobles de 2013.

## Biografía
Alazraki nació y creció en la Ciudad de México, en una familia con ascendencia sefardí. Su abuelo Benito fue un escritor, productor y director de cine y televisión. Realizó estudios sobre producción y dirección cinematográfica en su país natal y en los Estados Unidos. En 2004 fundó la compañía de producción Agave Shots, con la que dirigió algunos comerciales de televisión. Un año después dirigió el cortometraje Volver, volver, el cual llamó la atención de estrellas emergentes como Jaime Camil, Martha Higareda, Tony Dalton y el nominado al Óscar, Guillermo Arriaga, quienes lo invitaron a dirigir el cortometraje La hora cero en 2008.
En 2013 dirigió su primer largometraje, titulado Nosotros, los nobles y protagonizado por Gonzalo Vega, Luis Gerardo Méndez, Karla Souza y Juan Pablo Gil. El filme se convirtió en un éxito comercial en México al ganar 340 millones de pesos en su paso por las salas de cine, convirtiéndose en ese momento en la película mexicana más taquillera de la historia.
En 2015 cocreó y produjo la serie de televisión Club de cuervos, estrenada en la plataforma Netflix. En 2020 se anunció que sería el director y productor ejecutivo de Acapulco, una nueva serie de televisión para Apple TV+ protagonizada por Eugenio Derbez.
En 2022 lanzó a través de la plataforma de streaming HBO Max El padre de la novia, una nueva versión de la película homónima de 1950 protagonizada por Andy García, Diego Boneta, Adria Arjona, Gloria Estefan, Pedro Damián y Macarena Achaga.

## Filmografía

### Como director
- 2004 - Respete las señales
- 2005 - Volver, volver
- 2008 - La hora cero
- 2013 - Nosotros, los Nobles
- 2015 - Club de cuervos
- 2021 - Acapulco[8]
- 2022 - El padre de la novia